# Kloster Tarrawarra
Kloster Tarrawarra (lat.  Abbatia Beatae Mariae de Tarrawarra; engl. Tarrawarra Abbey) ist eine australische Trappistenabtei in Yarra Glen, Yarra Ranges Shire, westlich Healesville, Victoria, Erzbistum Melbourne.

## Geschichte
Kloster Roscrea kam 1954 entsprechenden Aufforderungen durch Erzbischof Daniel Mannix und Kardinal Norman Thomas Gilroy nach und gründete 50 Kilometer nordöstlich von Melbourne im Yarra Valley das Kloster Tarrawarra, das 1958 zur Abtei erhoben wurde und seit 1998 die Abtei Kurisumala in Indien betreut.

### Obere und Äbte
- Cronan Sherry (1954–1958)
- Kevin O’Farrell (1958–1988)
- David Tomlins (1988–2012)
- Steele Hartmann (2012–)

### Weitere bedeutende Klosterangehörige
- Michael Casey, geistlicher Autor